# Eric Byrne

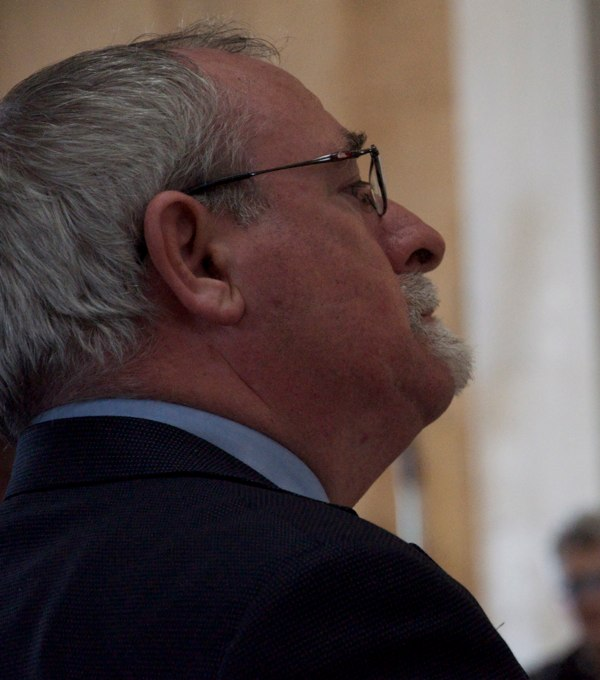
Eric Byrne (2010)

Eric Joseph Byrne (* 21. April 1947 in Dublin) ist ein irischer Politiker der Irish Labour.

## Leben
Nach seiner Schulzeit lernte Byrne den Beruf des Zimmermanns.
Er trat der Workers’ Party of Ireland (damals noch: Official Sinn Féin) bei und trat bei den Wahlen zum Dáil Éireann 1977 im Wahlkreis Dublin South-Central an, wurde jedoch wie bei den nachfolgenden Versuchen 1981, im Februar und November 1982 und 1987 nicht gewählt. 
1985 trat er dann bei den Kommunalwahlen an und wurde in den Dublin City Council gewählt.
1989 gelang es ihm, dann doch bei den Wahlen 1989 als Teachta Dála (Abgeordneter) in das Unterhaus einzuziehen. 1992 trat er der Democratic Left bei und verlor bei den darauffolgenden Wahlen seinen Sitz. Am 9. Juni 1994 kehrte er bei der Nachwahl für den zurückgetretenen John O’Connell wieder in den Dáil zurück. 1997 konnte er jedoch den Sitz nicht verteidigen. 1999 war die Democratic Left der Irish Labour Party beigetreten. Dennoch blieb ihm der Erfolg bei den Wahlen 2002 versagt. 2009 wurde er wieder in den Dublin City Council gewählt und so gelang es ihm auch 2011 für Labour in den Dáil einzuziehen. 2016 verlor er bei den Wahlen erneut seinen Sitz.